# ラザンキ

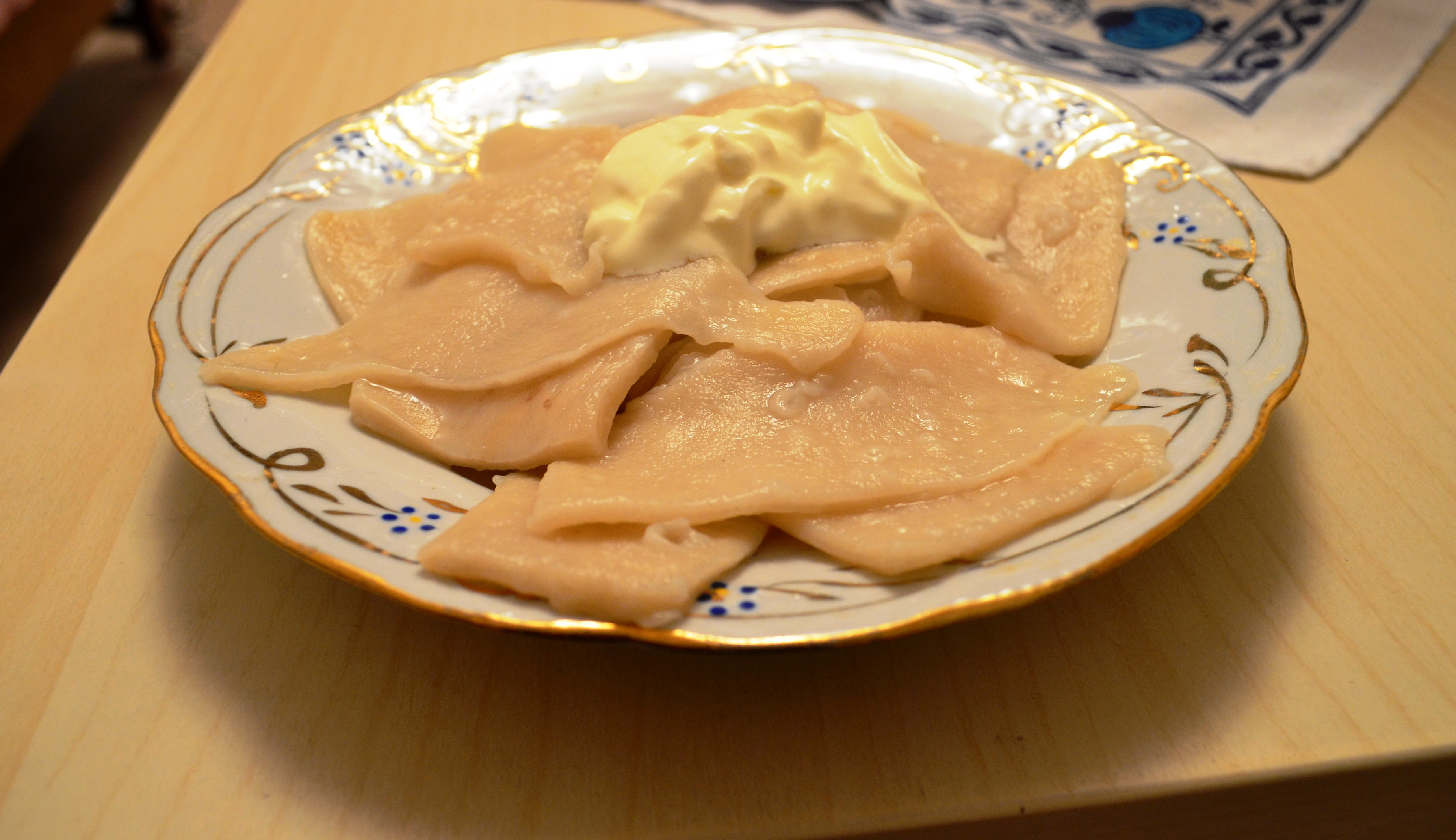
サワークリームを添えた大きめのラザンキ

ラザンキ(Lazanki)は、ポーランド、リトアニア、ベラルーシで食べられるパスタの一種である。コムギ、ライムギ、ソバの生地で作り、薄く丸めて、三角形や長方形に切る。茹でて水を切り、溶けた豚脂、植物油、またしばしばサワークリームと一緒に食べられる。ポーランドでは、炒めたキャベツまたはザワークラウト、ソーセージの小片、肉、キノコ等と混ぜて食べられる。

## 歴史
ラザンキは、ポーランドでは中世初期から知られており、その後、ポーランド・リトアニア共和国でも知られるようになった。古名のlagaやlagankiは、恐らく、平らにした生地を細長い帯状に切ることに由来して「棒」や「縦縞」、「木の棒」という意味の言葉に由来すると思われる。別の文献では、元々のラザンキは、森林から得られる肉やキノコも加えていたことから、古代ポーランド語/スラヴ語で「森林」を意味するlasに由来するとしている。ザワークラウトやチーズを用いるようになったのは、後のことである。
また、別の文献では、16世紀にボナ・スフォルツァがポーランド王家に嫁いでポーランド王妃兼リトアニア大公妃になった際、彼女のお付きのイタリア人シェフがポーランド料理とイタリア料理を融合して作ったという別の説を提示している。
ラザンキと同様に長方形の形のパスタであるイタリアのラザニアと究極的には同根であると考えられる。